# Joppa (Illinois)
Joppa – wieś w Stanach Zjednoczonych, w stanie Illinois, w hrabstwie Massac.